# Adrien Dupré
Pour les articles homonymes, voir Dupré.
Adrien Dupré, né vers 1750-1760 et mort en 1831, est un explorateur et diplomate français.

## Biographie
Interprète de la mission diplomatique et géographique dirigée par de Claude Mathieu de Gardane envoyée en Perse par Napoléon (1807-1809), Dupré voyage dès la fin du XVIIIe siècle en Orient où il est nommé consul.

## Publications
- 1818 : Voyage aux ruines de Nicopolis, en Épire, dans l'année 1797
- 1818 : Essai historique et commercial sur les Bouches-de-Cattaro
- 1819 : Voyage en Perse fait dans les années 1807, 1808 et 1809